# Comté d'Adams (Ohio)
Pour les articles homonymes, voir Comté d'Adams.
Le comté d'Adams, en anglais : Adams County, est un des 88 comtés de l'État de l'Ohio, aux États-Unis.
Son siège est fixé à West Union.
Le comté porte le nom de John Adams, le deuxième président des États-Unis.

## Subdivisions administratives

### Villages
- West Union ((siège du comté))
- Manchester
- Peebles
- Rome
- Seaman
- Winchester

### Cantons civils
- Bratton
- Brush Creek
- Franklin
- Green
- Jefferson
- Liberty
- Manchester
- Meigs
- Monroe
- Oliver
- Scott
- Sprigg
- Tiffin
- Wayne
- Winchester

### Secteurs statistiques
- Bentonville
- Cherry Fork

### Autres divisions non constituées
- Bacon Flat
- Beasley Fork
- Beaver Pond
- Blue Creek
- Bradysville
- Catbird
- Cedar Mills
- Clayton
- Dunkinsville
- Eckmansville
- Emerald
- Fairview
- Fawcett
- Grooms
- Harshaville (Ohio)Harshaville
- Jacksonville
- Jaybird
- Jessup
- Jones Corner
- Lawshe
- Locust Grove
- Louden
- Louisville
- Lynx
- Marble Furnace
- May Hill
- Mineral Springs
- Panhandle
- Pine Gap
- Rockville
- Sandy Springs
- Scrub Ridge
- Smoky Corners
- Squirreltown
- Selig
- Steam Furnace
- Sunshine
- Tranquility
- Tulip
- Unity
- Wamsley
- Wheat Ridge
- Whippoorwill
- Wrightsville
- Youngsville